# Перепелиця мексиканська
Перепелиця мексиканська (Dendrortyx barbatus) — вид куроподібних птахів родини токрових (Odontophoridae).

## Поширення
Ендемік Мексики. Мешкає тропічних лісах гірської системи Східна Сьєрра-Мадре. Населяє субтропічні та тропічні вологі ліси або плантації.

## Опис
Тіло завдовжки 33 см і вага від 350 до 465 г. Харчується плодами та насінням.